# نيل مكينتوش
نيل مكينتوش (بالإنجليزية: Neil McIntosh)‏ هو صحفي بريطاني، ولد في 16 فبراير 1974.